# Уважаемый леший
«Уважаемый леший» — советский кукольный мультфильм, снятый киностудией «Союзмультфильм» в 1988 году в жанре своеобразной буффонады по мотивам русских народных сказок. Одна из самых известных работ сценариста Михаила Липскерова.

## Сюжет
Однажды ночью Баба-Яга находит Лешего, говорит, что братец Иванушка его не боится, а значит, не уважает. Леший соглашается на предложение ведьмы напугать мальчика. Он корчит рожу и кричит, вызывая настоящее землетрясение. Баба-Яга прячется в печку со словами, что уже уважает Лешего. Внезапно к Лешему подбегает ворона, которая бьет его грибами, чтобы он замолчал. Леший убегает и продолжает кричать, но замолкает когда она попадает по зайчику — ему жалко друга. Баба Яга возмущена тем, что Леший не пугает Иванушку из-за какого-то зайца, но ничего не поделаешь. Тогда коварная ведьма решает сделать Лешего страшным, чтобы его от одного только вида зауважали. Доверчивый хозяин леса превращается в Кощея Бессмертного, а потом ищет Иванушку, но находит Алёнушку и влюбляется в неё. Баба-Яга хочет поймать Иванушку при помощи Алёнушки. Но Леший отказывается принимать в этом участие и снова становится самим собой. Тогда Баба-Яга предлагает ему стать болотным чудищем, чтобы тот понравился Алёнушке. Но когда Леший стал чудищем, злая старуха стелет на пне скатерть, ставит туда тарелку и солонку и проговаривается, что хочет Иванушку съесть. Тогда Леший, поняв, что его просто обманули, снова становится самим собой, прогоняет ведьму и уходит знакомиться с Алёнушкой. При этом он колеблется, потому-что Иванушка его не боится, но Заяц объясняет ему, что уважают не за страх, а за совесть.

## Создатели
| Автор сценария                | Михаил Липскеров |
| Кинорежиссёр                  | Сергей Олифиренко |
| Художник-постановщик          | Евгения Боголюбова |
| Композитор                    | Давид Тухманов |
| Кинооператор                  | Юрий Каменецкий |
| Звукооператор                 | Владимир Кутузов |
| Художники-мультипликаторы:    | Алла Соловьёва, Сергей Олифиренко, Татьяна Молодова |
| Роли озвучивали:              | Виктор Проскурин — Леший, Екатерина Образцова— Зайчик, Владимир Точилин — Баба-Яга |
| Куклы и декорации изготовили: | Владимир Конобеев, Олег Масаинов, Наталия Барковская, Нина Молева, Лилианна Лютинская, Павел Гусев, Владимир Алисов, Владимир Маслов, Анна Ветюкова, Виктор Гришин, Михаил Колтунов, Владимир Аббакумов, Александр Горбачёв, А. Лунёв, А. Уткин |
| Монтажёр                      | Надежда Трещёва |
| Редактор                      | Наталья Абрамова |
| Директор съёмочной группы     | Григорий Хмара |